# VfB Altena
Maillots
Dernière mise à jour : 9 mai 2011.
Le VfB Altena est un club sportif allemand localisé à Altena en Rhénanie du Nord-Westphalie.
Le club dispose de quatre sections distinctes : échecs, football, handball et tennis de table.

## Histoire (football)
Le club fut fondé en 1912.
En 1978, le VfB Altena fut un des fondateurs de l'Oberliga Westfalen, une ligue instaurée au 3e niveau de la hiérarchie du football ouest-allemand. Il y évolua trois saisons puis redescendit en Verbandsliga Westfalen en 1981. L'année suivante, le club connu une deuxième relégation consécutive et chuta en Landesliga Westfalen.
Le club plongea jusqu'en Kreisliga. Il remonta lentement et retrouva la Landesliga pendant deux saisons. En 2006, il redescendit en Bezirksliga puis retomba en Kreisliga A.
En 2010-2011, le VfB Altena évolue en Kreisliga A Westfalen (Kreis  Lüdenscheid), soit  au 9e niveau de la hiérarchie de la DFB.

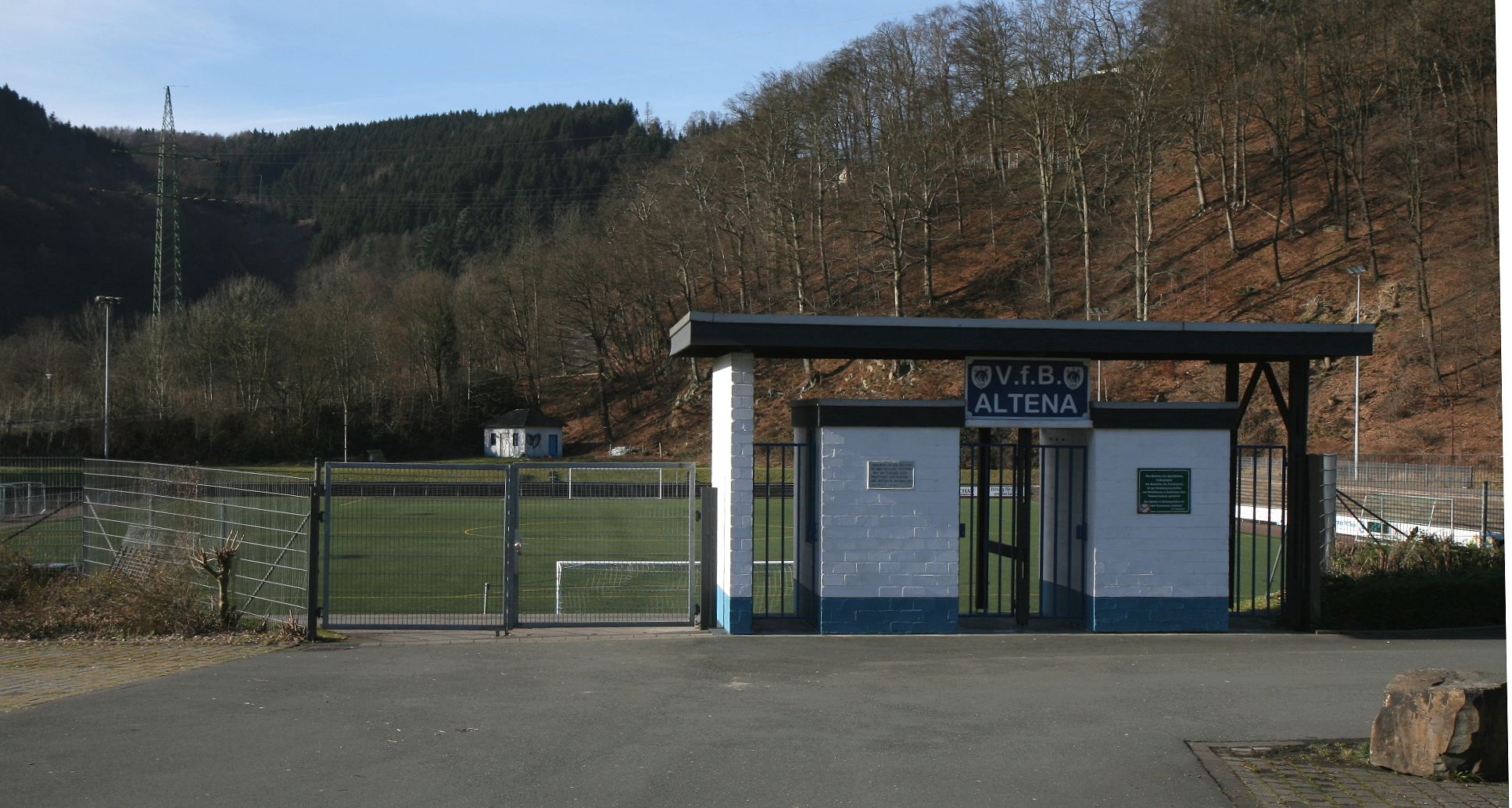
Reinecke-Stadion